# Ца (буква маньчжурского алфавита)
Хэргэни ца — буква маньчжурской письменности, придыхательная глухая альвеолярная аффриката [ʦʰ], относится к группе букв предназначенных для транскрипции китайских слов, по маньчжурски - тулэрги хэргэнь.
Маньчжурское написание 16-ти слогов стандартного путунхуа с инициалью Цы чжуинь:

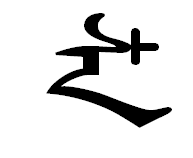
Ца
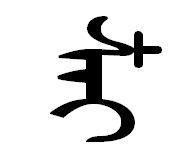
цай
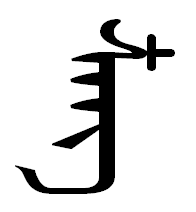
Цан
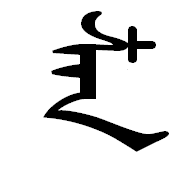
цань
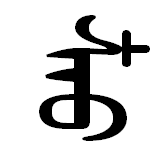
Цао
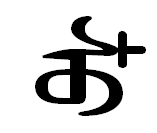
цо
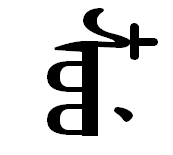
цоу
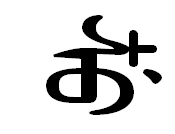
цу
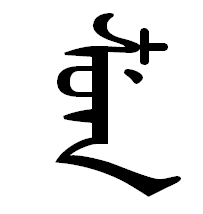
цуань
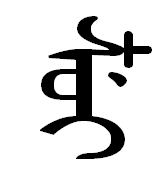
цуй
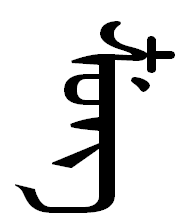
цун
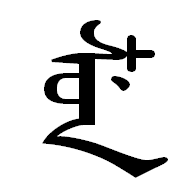
цунь
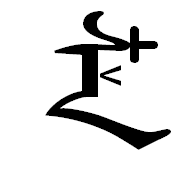
цы
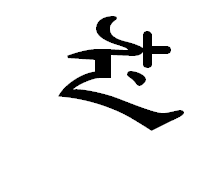
Цэ
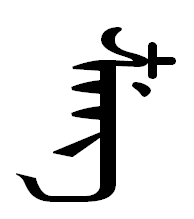
цэн
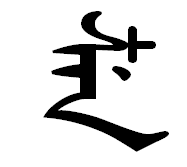
цэнь